# Pilar Gamboa
Pilar Verónica Gamboa (Buenos Aires, 7 de abril de 1980) es una actriz y dramaturga argentina. Su salto a la fama se produjo en el año 2011 cuando fue una de las protagonistas de la telecomedia Los Únicos. Integra el grupo teatral Piel de Lava, junto a Elisa Carricajo, Valeria Correa y Laura Paredes. En 2021 fue reconocida con el Premio Konex por su labor como Actriz de Teatro de la década.

## Filmografía

### Cine
| Año  | Título                              | Papel              | Notas        |
| ---- | ----------------------------------- | ------------------ | ------------ |
| 2008 | No porque hoy sea feriado           |                    | Cortometraje |
| 2009 | Música en espera                    | Viviana            |              |
| 2009 | Todos mienten                       | Emilia             |              |
| 2010 | Lo que más quiero                   |                    |              |
| 2010 | Tenis                               |                    | Cortometraje |
| 2010 | Guillermina P.                      | Guillermina P.     | Cortometraje |
| 2011 | Vaquero                             | Vestuarista        |              |
| 2013 | La Paz                              | Exnovia            |              |
| 2015 | El incendio                         | Lucía              |              |
| 2015 | Cómo funcionan casi todas las cosas | Raquel             |              |
| 2016 | La otra mujer                       | Laura              | Cortometraje |
| 2017 | El pampero                          | Carla              |              |
| 2017 | La muerte de Marga Maier            |                    |              |
| 2017 | Mamá se fue de viaje                | Julia              |              |
| 2017 | El futuro que viene                 | Florencia          |              |
| 2018 | Recreo                              | Sol                |              |
| 2018 | Las Vegas                           | Laura              |              |
| 2018 | La flor                             | Victoria / Daniela |              |
| 2018 | Re loca                             | Valeria            |              |
| 2022 | 30 noches con mi ex                 | Andrea «Loba»      |              |
| 2023 | Arturo a los 30                     | Actriz 1           |              |

### Televisión
| Año           | Título                         | Papel                  | Notas                           |
| ------------- | ------------------------------ | ---------------------- | ------------------------------- |
| 2008          | Amanda O                       | Paloma                 |                                 |
| 2010          | Para vestir santos             | Emilia                 |                                 |
| 2011          | Los Únicos                     | Violeta Morano         |                                 |
| 2012          | El donante                     | Mariela                |                                 |
| 2012-2013     | Tiempos compulsivos            | Sofía Muntabski        |                                 |
| 2013-2014     | Farsantes                      | Paola                  |                                 |
| 2013          | Historias de corazón           | Ana                    | Episodio: «Mentiras que duelen» |
| 2015          | Signos                         | Florencia Barón        |                                 |
| 2015          | Conflictos modernos            | María                  | Episodio: «María y María»       |
| 2017          | Amor binario                   | Florencia Otero        |                                 |
| 2018-2019     | Mi hermano es un clon          | Natalia Lucero         |                                 |
| 2018          | Encerrados                     | Laura                  | Episodio: «Laundry»             |
| 2019          | Otros pecados                  | Paula                  | Episodio: «Lo mejor del amor»   |
| 2020          | Casi feliz                     | Érica Montalvo         |                                 |
| 2020          | Manual de supervivencia        | Pilar                  |                                 |
| 2023-2025     | División Palermo               | Sofía Vega             |                                 |
| 2024-presente | Envidiosa                      | Carolina Mori          |                                 |
| 2025          | Viudas negras, p*tas y chorras | Marina «Maru» Traverso |                                 |

## Teatro
- La terquedad.
- Vigilia de noche.
- Agua de Gladys Lizarazu.
- Nadar perrito.
- Remitente Lorena.
- Colores Verdaderos.
- Neblina.
- Acassuso.
- Algo de Ruido hace.
- Automáticos.
- Todos los miedos. no tomarás el nombre de dios en vano.
- Un lugar de oscura atracción.
- Agua.
- Tren.
- El pasado es un animal grotesco.
- El tiempo todo entero.
- El pasado es un animal grotesco.
- Fiktionland.
- Petróleo.
- Parlamento.

## Premios y nominaciones
| Año  | Organización                           | Categoría                                        | Trabajo                            | Resultado | Ref(s) |
| ---- | -------------------------------------- | ------------------------------------------------ | ---------------------------------- | --------- | ------ |
| 2023 | Premios Condor de Plata                | Mejor actriz                                     | 30 noches con mi ex                | Ganadora  | [ 5 ]  |
| 2023 | Premios Condor de Plata                | Mejor actriz protagonista en comedia y/o musical | División Palermo                   | Nominada  | [ 6 ]  |
| 2024 | Premios Martín Fierro de Cine y Series | Mejor actriz                                     | División Palermo                   | Nominada  | [ 7 ]  |
| 2025 | Premios Martín Fierro de Teatro        | Mejor actriz protagónica off                     | Sombras, por supuesto / Parlamento | Ganadora  | [ 8 ]  |